# グロウィンスキ単葉機
グロウィンスキ単葉機（Głowiński monoplane）は1911年にポーランドで造られ、ポーランドで初めて飛行した飛行機である。
製作の中心人物Bronisław Głowińskiはリヴィウの工学校で製造方法を学んだ。テルノーピリの兄弟の工場で組み立てられたこの飛行機はブレリオ XIに外観は似ていたが、胴体は鋼管の溶接構造で作られていたのとエンジンの搭載位置が高いのが特徴であった。ブレリオ機と同じく、後部胴体は骨組みが露出したままだった。1911年の5月から夏にかけて、何回かの短い飛行をおこなったとされるが、鋼管構造の機体は重く、エンジンも中古で低出力であったため、開発は中止された。1913年までには機体は解体され、Bronisław Głowińskiは鉄道建設の仕事についたが、部品は第二次世界大戦まで残されていた。

## 諸元
- 乗員: 1名
- 全長: 8.0 m
- 翼幅: 10.2 m
- 全高: 2.5 m
- 翼面積: 18.5 m2
- 空虚重量: 320 kg
- 運用時重量: 400 kg
- 動力: Anzani 3-cylinder W-engine, 19 kW (25 hp) × 1
- 最高速度:60 km/h
- 航続距離: 25 km